# Moreauschänke

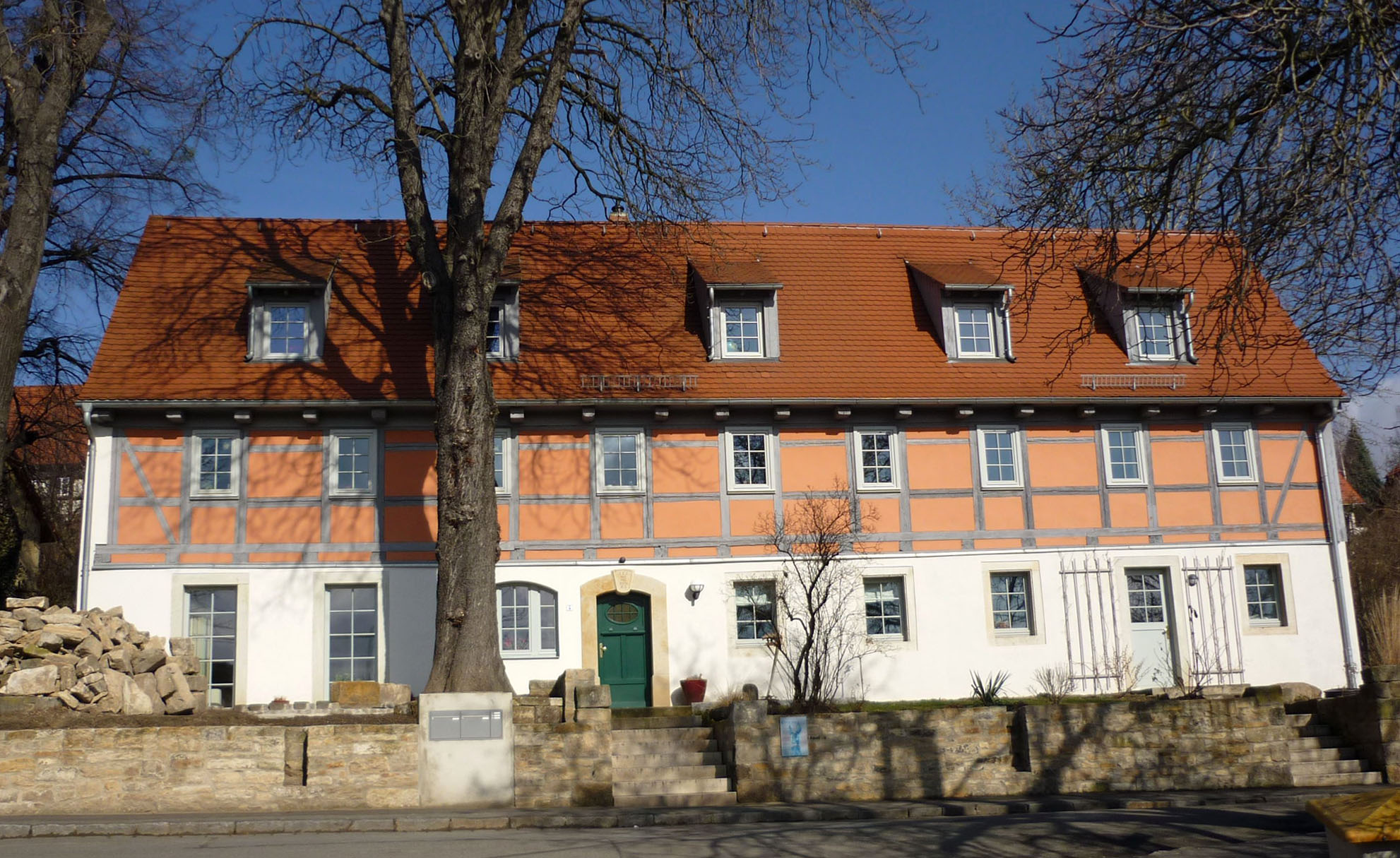
Morauschänke, Winter 2012

Die Moreauschänke war eine Gaststätte im Dresdner Stadtteil Kleinpestitz an der Eigenheimstraße 1.
Das Gebäude diente von 1912 bis 1988 als Gaststätte und steht heute unter Denkmalschutz.
Sie wurde nach dem Feldherrn Jean-Victor Moreau benannt, der bei der Schlacht um Dresden unweit Kleinpestitz tödlich verwundet und im wenige Meter von der Schänke befindlichen Gutshof Altpestitz Nr. 5 notdürftig verarztet wurde.
Der Innenraum der Schänke war mit Bildern ausgeschmückt, die die Schlacht von 1813 zwischen Napoleon und Zar Alexander darstellen.

## Geschichte

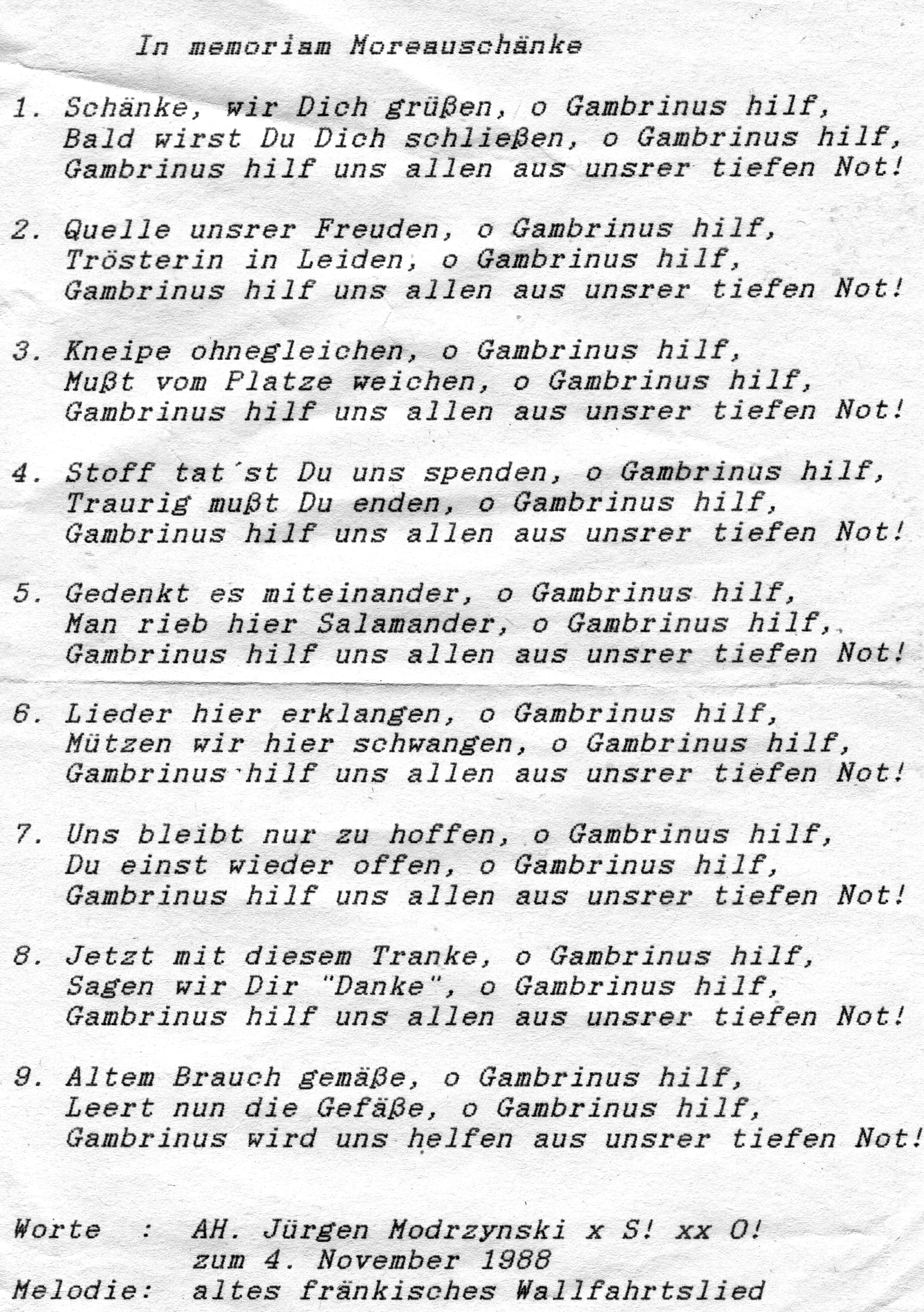
Lied zur Schließung der Moreauschänke

Das im Jahr 1813 durch Friedrich Herrnsdorf erbaute Haus war ursprünglich Bestandteil des bäuerlichen Dreiseithofs Altpestitz Nr. 4. Infolge des Baus von Eigenheimen beantragte der Beisitzer Emil Hieckmann 1911 eine Schankkonzession, die zunächst abgelehnt wurde. Nach weiteren Anträgen erhielt er 1912 die Schankgenehmigung für Selterswasser, Kakao, Limonade, Kaffee, Schokolade, Milch und Saft. Im darauffolgenden Jahr erhielt er die Erlaubnis zum Ausschank von Bier und Wein. Seit 1915 trug der Gasthof den Namen Moreauschänke.

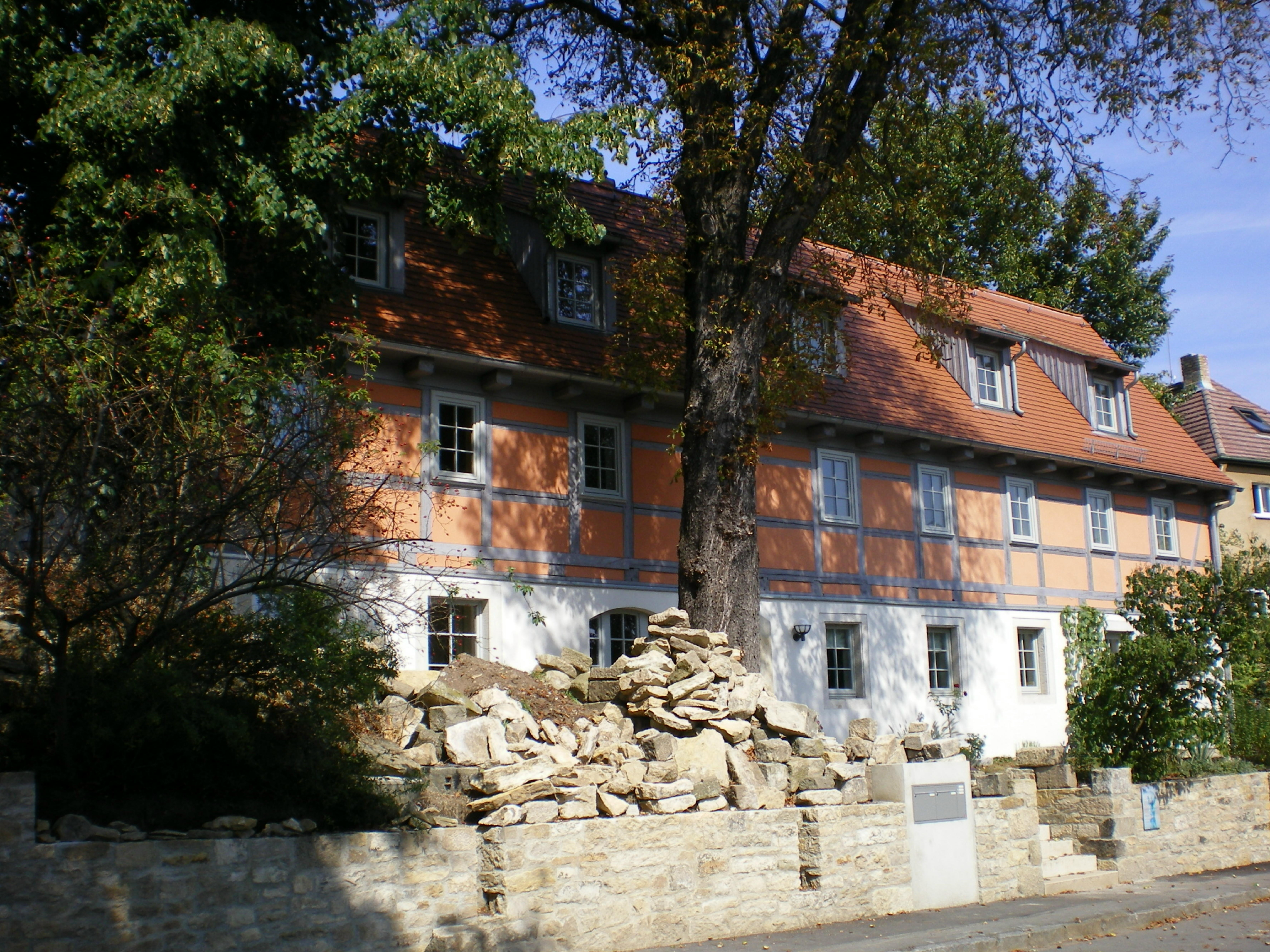
Moreauschenke, Sommer 2011

Bis nach dem Tod von Emil Hieckmanns betrieb Hermann Mühlmann die Schänke. In den Jahren 1955 bis 1988 erfolgte die Übernahme der Wirtschaft durch Familie Wolfram. Das Lokal war vor allem bei Studenten beliebt. Ab den 1970er Jahren verfiel das Gebäude zunehmend. 1988 wurde die Gastwirtschaft geschlossen.
Die Moreauschänke ist seit 1990 Wohnhaus. Das Gebäude wurde von 2002 bis 2006 saniert.